# Candice Michelle
Candice Michelle Beckman-Ehrlich (* 30. September 1978 in Milwaukee, Wisconsin), bekannt als Candice Michelle oder nur Candice, ist ein amerikanisches Model und Wrestlerin. Sie wurde bekannt als Diva bei World Wrestling Entertainment (WWE).

## Leben

### Jugend, Modelgeschäft und TV-Auftritte
Die Tochter deutscher Einwanderer wuchs in Milwaukee, Wisconsin auf. Mit 16 gewann sie eine Modelkonkurrenz auf ihrer örtlichen Eislaufbahn. Später ging sie nach Los Angeles, um ein professionelles Model und Schauspielerin zu werden. Sie studierte Theaterkünste am Santa Monica College. Zu dieser Zeit nahm sie den Familiennamen Michelle an. Sie erschien in zahlreichen Bodybuilding- und Autozeitschriften und als Cyber Girl of the Week in der Juni 2002 Ausgabe des Playboy. Unter dem Pseudonym Mackenzie Montgomery arbeitete Michelle auch als Fußfetisch-Model. Sie hatte sowohl Auftritte in Fernsehsendungen wie Party of Five und Eine himmlische Familie als auch in Filmen wie Tomcats und Extreme Rage. Sie spielte zudem eine Rolle in der HBO-Serie Hotel Erotica.

### Wrestling
Nachdem Michelle einige Jahre mit Modeln und Schauspielern verbracht hatte, wurde sie nach ihrer Teilnahme bei WWE Diva Search 2004 von der WWE angeworben. Nebenbei wirbt sie auch für den Internetanbieter Go Daddy als so genanntes Go Daddy Girl. Bei diesem Internetanbieter ist sie auch in den jährlichen Super-Bowl-Werbespots zu sehen. Außerdem posierte Michelle 2006 nackt für die April-Ausgabe des Playboy. Seit Anfang des Jahres war sie ein Mitglied der Heel Gruppierung Vince’s Devils an der Seite von Victoria und Torrie Wilson. Die Gruppe bestritt innerhalb einer Storyline mehrere Kämpfe gegen Ashley Massaro und Trish Stratus. Am 24. Juni 2007 bezwang sie Melina Perez und gewann ihren ersten und bisher einzigen WWE Women’s Championship.
Michelle durfte den Titel bis zur Großveranstaltung No Mercy 2007 behalten, wo sie ihn an Beth Phoenix abgeben musste. Bei einem Rückkampf zog sich Michelle einen Bruch des Schlüsselbeins und eine schwere Gehirnerschütterung zu, welche sie zu einer längeren Pause zwang. Ihr Comeback gab sie am 18. Februar 2008, als sie in ein Match zwischen Maria und Beth Phoenix eingriff. Im März verletzte sie sich erneut an der Schulter und musste nun wieder eine Zeit lang pausieren, sodass ihr ein geplanter Auftritt bei Wrestlemania XXIV verwehrt blieb. Sie kehrte am 1. September 2008 wieder zurück und bestritt in der Folge mehrere Kämpfe um den WWE Women’s Champion Titel.
Im Rahmen der Draft Lottery 2009 wechselte Michelle zu Smackdown, wo sie jedoch nie auftrat. Am 19. Juni 2009 wurde auf WWE.com bekanntgegeben, dass Michelle gekündigt habe, da sie schwanger sei und sich deshalb ganz auf ihre Familie konzentrieren wolle.

### Privatleben
Michelle ist deutscher und costa-ricanischer Abstammung und spielt Basketball. Sie ist Fan der Green Bay Packers. Am 7. Mai 2005 heiratete sie Ken Gee Ehrlich, einen Chiropraktiker aus West Los Angeles. Am 23. Mai 2010 kam ihre erste Tochter zur Welt. Am 20. Oktober 2012 wurde ihre zweite Tochter geboren.

## Titel

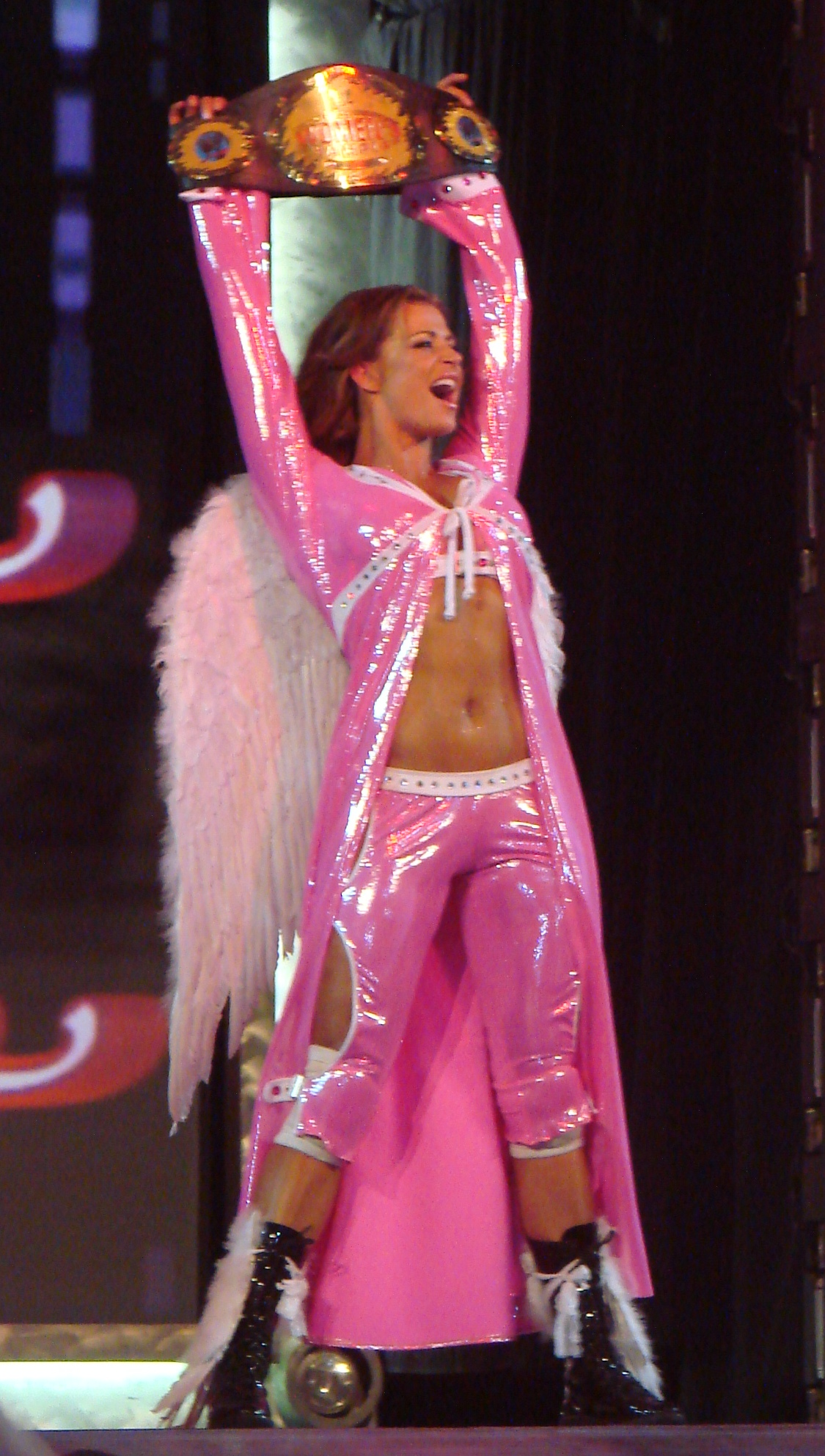
Candice Michelle als WWE Women’s Champion

- 1× WWE Women’s Champion
- 1× WWE 24/7 Champion